# Ceresium senile
Ceresium senile är en skalbaggsart som beskrevs av Holzschuh 1998. Ceresium senile ingår i släktet Ceresium och familjen långhorningar. Inga underarter finns listade i Catalogue of Life.